# Marthe Richard
Marthe Richard, nata Marthe Betenfeld (Blâmont, 15 aprile 1889 – Parigi, 9 febbraio 1982), è stata un'agente segreta e politica francese.
Ex prostituta, fu attiva come spia durante la Prima guerra mondiale. Successivamente, in ambito politico, si batté per la chiusura delle case di tolleranza in Francia, risultato conseguito con la legge del 1946 che porta il suo nome.

## Biografia
La quattordicenne Marthe Betenfeld si impiegò nel 1903 a Nancy come apprendista sarta, ma già a sedici anni fu registrata dalla polizia come prostituta. A seguito della denuncia presentata da un soldato, che l'accusò di avergli trasmesso la sifilide, fu costretta a lasciare la città e a esercitare la prostituzione a Parigi, nel bordello di rue Godot-de-Mauroy. Lì, nel 1907, a diciotto anni, conobbe e sposò Henri Richer, ricco industriale che lavorava a Les Halles: il nome con cui divenne nota, Richard, proviene dall'adattamento del suo cognome da sposata.
Nel 1912 ricevette in dono dal marito un aeroplano e l'anno successivo Marthe conseguì il diploma di pilota. Nonostante avesse dichiarato alla stampa dell'epoca di essere stata la donna più veloce a coprire il tratto aereo Le Crotoy - Zurigo, in realtà atterrò in Borgogna, si recò in treno fino nei dintorni di Zurigo, dove riprese il volo fino alla città svizzera e ivi atterrò. Ciononostante il record fu omologato.
Nel 1914 partecipò alla fondazione dell'Unione Patriottica delle Aviatrici francesi e due anni dopo, nel 1916, perse suo marito in guerra. Una volta vedova, fu reclutata come agente segreto da un suo amante, un giovane anarchico russo, che lavorava per il Secondo Reparto della difesa francese (da cui dipendeva anche la famosa Mata Hari), agli ordini di Ladoux, un capitano dell'intelligence militare francese, sottordine del comandante del reparto, il colonnello Antoine Goubet. Il suo compito fu quello di carpire informazioni all'addetto navale tedesco a Madrid von Krohn, e per far ciò si finse la sua amante. Di ritorno in Francia, scoprì che Ladoux era stato accusato di doppio gioco con i tedeschi e arrestato.
Nel 1926 Marthe Richer sposò Thomas Crompton, uomo d'affari britannico, direttore finanziario della fondazione Rockefeller. Ma il matrimonio durò pochissimo, perché Crompton morì a Ginevra nel 1928, lasciando Marthe vedova per la seconda volta a 39 anni. Dopo la morte del secondo marito, Marthe si trasferì a Bougival, nell'Île-de-France, dove condusse vita agiata.
Nel 1930 il capitano Ladoux, nel frattempo scagionato dalle accuse di tradimento, rilasciato dal carcere e riabilitato, nonché ripristinato nel suo grado militare, scrisse le sue Mémoires, a proposito delle quali, relativamente al capitolo su Marte Richer, intitolato Marthe Richard spia al servizio della Francia, confessò trattarsi in gran parte di racconto inventato. Marthe, ormai divenuta famosa con il cognome Richard, chiese invano la metà degli ingenti diritti d'autore per essere stata citata nell'opera, ma vi rinunciò quando ricevette il consiglio di scrivere a sua volta un libro di memorie sul soggetto. Con il suo nuovo pseudonimo pubblicò quindi Ma vie d'espionne au service de la France (La mia vita di spia al servizio della Francia), che ebbe un grandissimo successo e che fece della Richard un'eroina (più tardi, nel 1937, il regista Raymond Bernard adattò il testo al cinema e ne trasse Marthe Richard au service de la France, che ebbe altrettanto successo); dietro pressione della stampa, l'amante dell'epoca di Marthe Richard, l'allora primo ministro Édouard Herriot, conferì alla vedova Crompton la Legion d'onore per «servizi prestati all'estero».
Quando la Francia fu coinvolta nella seconda guerra mondiale e occupata dalla Germania di Hitler, Marthe Richard riuscì a rendersi invisibile alla Gestapo diventando amante di François Spirito, gangster marsigliese che, dopo la guerra, si scoprì essere collaborazionista dei nazisti. Poté così continuare la sua attività spionistica, anche se non mancarono a posteriori critiche e aspetti controversi dovuti alle sue frequentazioni.
Eletta nel 1945 al consiglio del quarto arrondissement di Parigi, si batté per la chiusura delle case di tolleranza in quel distretto cittadino. Riuscita nel suo intento, fece di quella locale una battaglia nazionale, e nel 1946 fu abolito il registro nazionale della prostituzione.

## Controversie e scandali
Nel 1948 Marthe Richard fu oggetto di uno scandalo relativo alla cittadinanza. In seguito al citato matrimonio con Thomas Crompton, essa avrebbe perso la cittadinanza francese per aver acquisito quella britannica: un tentativo di ritornare a quella francese nel 1937 sarebbe fallito a causa dell'opposizione delle autorità del Paese d'origine e, quindi, a tutti gli effetti, nel 1945 Marthe Crompton (così veniva chiamata) non poteva esercitare né l'elettorato attivo (votare) né quello passivo (candidarsi ed, eventualmente, essere eletta). Dunque, sia il suo voto, che la sua elezione, che tutti gli atti da lei effettuati durante la sua carica pubblica avrebbero dovuto essere considerati illegali.
In difesa di Marthe Richard accorse il direttore di Crapouillot Jean Galtier-Boissière, che ne sottolineò i non meglio precisati servizi alla nazione. In aggiunta, nel 1952, la Richard fu accusata di furto e ricettazione in seguito alla sua citata familiarità con il malvivente marsigliese Spirito. Ma un ispettore della Sûreté, Jacques Delarue, esperto in “falsi eroi di guerra” e millantatori, dopo due anni di indagini giunse alla conclusione che nulla poteva essere sollevato a carico di Marthe Richard.
Negli anni sessanta, una volta intrapresa l'attività letteraria, fondò un premio di letteratura erotica. In seguito Marthe Richard ammise di aver rivisto parzialmente le sue posizioni sulla prostituzione. Fino alla sua morte tenne conferenze e dibattiti pubblici sulla sua carriera di agente segreto.
Marthe Richard morì a Parigi nel 1982 all'età di 92 anni.

## La chiusura delle case di tolleranza in Francia
La battaglia di Marthe Richard era iniziata nel corso della sua attività come consigliera del Quarto arrondissement: eletta nella lista Resistenza Unita (contigua al MRP, Movimento Popolare Repubblicano), dovette affrontare subito un'accusa pesante, quella di aver preteso 300.000 franchi per la liberazione di un condannato accusato di intelligenza con il nemico tedesco. La sua fama, in quel caso, la salvò. Tale fama fu spesa anche nell'attività legislativa consiliare: dopo un tentativo - fallito - di spingere l'organismo locale ad adottare qualsivoglia risoluzione in direzione della chiusura delle case di tolleranza, Marthe Richard decise di presentare di sua iniziativa nel dicembre 1945 un progetto di ordinanza municipale in tal senso. L'ordinanza fu votata e approvata, e circa una settimana dopo il prefetto la rese esecutiva, diramando un ordine di chiusura di tutte le case di tolleranza del distretto entro tre mesi.
Confortata da questo risultato, la Richard decise di proporre la legge a livello nazionale, anche se non mancarono critiche e ironie, motivate soprattutto dal fatto che la Francia, appena uscita dalla guerra, aveva problemi più seri da affrontare.
Il 9 aprile 1946 il deputato all'Assemblée nationale Marcel Roclore, nell'illustrare pubblicamente i risultati del rapporto della Commissione per la Famiglia, la Popolazione e la Salute Pubblica, espresse la necessità di chiudere le case di tolleranza; il deputato Pierre Dominjon depositò una proposta di legge in tal senso. Quattro giorni dopo, il 13 aprile 1946, la proposta fu approvata e il Registro Nazionale della Prostituzione fu abrogato e ne fu ordinata la distruzione. Tutti i quasi 180 bordelli di Parigi, molti anche storici, furono chiusi e analoga sorte toccò a quelli dell'intero Paese. Moltissime case furono riconvertite e le tenutarie divennero proprietarie alberghiere. La legge non rese illegale la prostituzione, ma ne proibì l'istigazione e lo sfruttamento (il noto reato di lenocinio). Tale legge è nota tuttora in Francia come “legge Richard” e, nel suo impianto, è sostanzialmente analoga a quella che dodici anni più tardi, su iniziativa della senatrice socialista Lina Merlin, abolì in Italia le case di tolleranza e penalizzò lo sfruttamento della prostituzione, e che divenne nota come "Legge Merlin".

## Filmografia su Marthe Richard
- Marthe Richard au service de la France, (Francia 1937). Regia di Raymond Bernard
- Marthe Richard, (Francia 2010). Telefilm di Thierry Binisti